# Allochroa layardi
Allochroa layardi är en snäckart som först beskrevs av H. och Arthur Adams 1855.  Allochroa layardi ingår i släktet Allochroa och familjen dvärgsnäckor. Inga underarter finns listade i Catalogue of Life.